# Humberto Ak'ab'al
Humberto Ak'abal (Momostenango, departament de Totonicapán, Guatemala, 1952, Ciutat de Guatemala, 28 de gener de 2019) és un poeta i escriptor guatemalenc d'ètnia quitxé que escriu en castellà i quitxé.
Pensa i escriu els seus poemes en quitxé i s'autotradueix a l'espanyol. En l'actualitat és un dels poetes guatemalencs més coneguts a Europa i Sud-amèrica. Les seves obres han estat traduïdes al francès, anglès, alemany, italià, portuguès, hebreu, àrab, hongarès i estonià. Els seus poemes han estat publicats en periòdics i revistes de Guatemala, Centreamèrica, Mèxic, Estats Units, Veneçuela, Brasil, Colòmbia, Líban, Japó, Espanya, França, Àustria, Suïssa, Alemanya, Holanda i Itàlia.
El seu llibre Guardián de la caída de agua fou nomenat llibre de l'any per l'Associació de Periodistes de Guatemala i va rebre el Quetzal d'Or de 1993. El 1995 va rebre un diploma emèrit del Departament d'Humanitats de la Universitat de San Carlos de Guatemala. En 2004 va rebutjar el Prem Nacional de Literatura de Guatemala perquè portava el nom de Miguel Ángel Asturias, a qui Ak'ab'al acusava d'encoratjar el racisme. Va dir que l'assaig d'Asturias El problema social del indio (1923), "Ofenia els pobles indígenes de Guatemala, dels quals jo en formo part."
El 2006 va rebre una beca Guggenheim.

## Obres

### Poesia
- Ajyuq' - El animalero (1990, 1995, Guatemala)
- Chajil tzaqibal ja' - Guardián de la caída de agua (1993, 1994, 1996, 2000, Guatemala)
- Hojas del árbol pajarero (1995, 1999, Guatemala)
- Lluvia de luna en la cipresalada (1996, Guatemala)
- Hojas solo hojas (1996, Guatemala)
- Retoño salvaje (1997, México)
- Ch'analik ek'eje nabe mul - Desnuda como la primera vez (1998, México; 2000, 2004, Guatemala)
- Con los ojos después del mar (2000, México)
- Gaviota y sueño: Venecia es un barco de piedra (2000, 2004, Guatemala)
- Ovillo de seda (2000, Guatemala)
- Corazón de toro (2002, Guatemala)
- Detrás de las golondrinas (2002, México)
- Kamoyoyik - Oscureciendo (2002, Guatemala)
- Remiendo de media luna (2006, Guatemala; 2006 Venezuela)
- Raqon chi'aj - Grito (2004, 2009 Guatemala)
- Uxojowem labaj - La danza del espanto (2009, Guatemala)
- Las Palabras Crecen (2009, España; 2010 Guatemala)
- Tukelal - Solitud (2010, Guatemala)
- Are jampa ri abaj kech'awik - Cuando las piedras hablan (2012, España)

### Contes
- Grito en la sombra (2001, Guatemala)
- De este lado del puente (2006, Guatemala)

### Antologies
- Tejedor de palabras / Ajkem tzij (1996, Guatemala; 1998, México; 2001, 2012, Guatemala)
- Cinco puntos cardinales (1998, Colombia)
- Saq'irisanik: cielo amarillo (2000, España)
- Todo tiene habla (2000, España)
- Arder sobre la hoja (2000, México)
- Warinaq balam - Jaguar dormido (2001, Guatemala)
- Aqaj tzij - Palabramiel (2001, Guatemala)
- Otras veces soy jaguar (2006, Guatemala)
- Ri upalaj ri kaqiq' - El rostro del viento (2006, 2012, Venezuela)
- 100 Poemas de amor (2011, Guatemala)
- La palabra rota (2011, Colombia)
- Donde los árboles(2011, España)

### Discografia
- 2000, CD: Xirixitem chikop - Cantos de Pájaros, voz y poesía de Humberto Ak'abal. Proyecto de Educación Maya intercultural GTZ de Alemania.
- 1998, Videocassete "Du soleil entre les tuiles" (El sol entre las tejas), Film realitzat per Phippe Cassar, Mediathêques des trois mondes, Francia.